# Enkele reis paradijs
Enkele reis paradijs is een Nederlands televisieprogramma uitgezonden op RTL 4. In dit programma gaat Herman den Blijker op zoek naar een chef-kok voor restaurant Papagayo op Curaçao. Gedurende het seizoen vallen er kandidaten af, totdat uiteindelijk de winnaar overblijft. Uiteindelijk wint Frank de finale ten koste van Ewout. De finaletest was het organiseren van een beachclubfeest. Frank doet deze opdracht als beste en wordt dus de nieuwe chef-kok van de beachclub van Papagayo. Andere deelnemers waren oa.: Eddy Elwoear, Sidney Hartog,  Rolf Nusselder en Frank Scheel.